# Echinogorgia flora
Echinogorgia flora is een zachte koraalsoort uit de familie Plexauridae. De koraalsoort komt uit het geslacht Echinogorgia. Echinogorgia flora werd in 1910 voor het eerst wetenschappelijk beschreven door Nutting. 